# Municipio Hidalgo del Parral
Koordinaten: 27° 2′ N, 105° 41′ W
Hidalgo del Parral ist ein Municipio mit gut 107.000 Einwohnern im mexikanischen Bundesstaat Chihuahua. Das Municipio hat eine Fläche von 1926,9 km². Verwaltungssitz und größter Ort des Municipios ist das gleichnamige Hidalgo del Parral.

## Geographie
Das Municipio Hidalgo del Parral liegt im Süden des Bundesstaats Chihuahua auf einer Höhe zwischen 1300 m und 2400 m. Es zählt zu 64 % zur physiographischen Provinz der Sierras y Llanuras del Norte, der Rest zählt zur Sierra Madre Occidental. Das Municipio liegt vollständig in der hydrologischen Region Bravo-Conchos und entwässert damit in den Golf von Mexiko. Die Geologie des Municipios wird zu 29 % von Konglomeratgestein bestimmt bei 26 % rhyolithischem Tuff, 23 % Kalkstein-Lutit und je 7 % Kalkstein-Lutit-Sandstein und Alluvionen; vorherrschende Bodentypen im Municipio sind der Calcisol (39 %), Phaeozem und Leptosol (je 24 %). Etwa 82 % des Municipios werden als Weideland genutzt, je etwa 6 % werden von Wald bzw. von Gestrüpplandschaft eingenommen, 4 % dienen dem Ackerbau.
Das Municipio grenzt an die Municipios Valle de Zaragoza, Allende, Matamoros, Santa Bárbara, San Francisco del Oro und Huejotitán.

## Bevölkerung
Beim Zensus 2010 wurden im Municipio 107.061 Menschen in 28.799 Wohneinheiten gezählt. Davon wurden 896 Personen als Sprecher einer indigenen Sprache registriert, darunter 635 Sprecher der Tarahumara-Sprache. 2,4 Prozent der Bevölkerung waren Analphabeten. 42.751 Einwohner wurden als Erwerbspersonen registriert, wovon ca. 66 % Männer bzw. 4,8 % arbeitslos waren. 2,1 Prozent der Bevölkerung lebten in extremer Armut.

## Orte
Das Municipio Hidalgo del Parral umfasst 119 bewohnte localidades, von denen lediglich der Hauptort vom INEGI als urban klassifiziert ist. Sieben Orte wiesen beim Zensus 2010 eine Einwohnerzahl von über 100 auf. Die größten Orte sind:
| Ort                  | Einwohner |
| Hidalgo del Parral   | 104.836   |
| Comunidad San Andrés | 000.245   |
| kein Name (CERESO)   | 000.229   |